# Hieracium coronariifolium
Hieracium coronariifolium es una especie de planta con flor del género Hieracium, de la familia Asteraceae, orden Asterales.

## Distribución
Hieracium coronariifolium se distribuye por Francia e Italia.

## Taxonomía
Fue descrita científicamente por Arv.-Touv. Fue publicada en Monogr. Pilosella & Hieracium: 34 (1873).